# إد جنكينز
إد جنكينز (بالإنجليزية: Ed Jenkins)‏ هو محامي وضابط وسياسي أمريكي، ولد في 4 يناير 1933 في يونغ هاريس في الولايات المتحدة، وتوفي في 2012 في أتلانتا في الولايات المتحدة. حزبياً، نشط في الحزب الديمقراطي. في انتخابات مجلس النواب الأمريكي 1990 ‏، انتخب عضو مجلس النواب الأمريكي عن دائرة Georgia's 9th congressional district ‏ وقد انضم خلال فترته النيابية ‏ (3 يناير 1991 – 3 يناير 1993)  للكتلة البرلمانية الحزب الديمقراطي وانتخب عضو مجلس النواب الأمريكي.